# 聖克里斯托瓦爾德拉漢區
聖克里斯托瓦爾德拉漢區（西班牙語：Distrito de San Cristóbal de Raján），是秘魯的一個區，位於該國北部安卡什大區的奧克羅斯省，始建於1954年10月15日，面積67.75平方公里，海拔高度3,605米，2005年人口473，人口密度為每平方公里7.0人。